# Mandejci
Mandejci (mandejsky מנדעניא – Mandaʻnāye, arabsky الصابئة المندائيون‎ – aṣ-Ṣabi'a al-Mandā'iyūn) jsou více náboženské a etnické společenství žijící převážně v jižním Íránu a Iráku. Jejich veliká komunita je však i v USA. Jde o jediné gnostické společenství, které přežívá nepřetržitě od starověku. V poměru k jejich významu jsou dodnes velmi málo známí, protože jsou nesmírně uzavření, a i nejlepším badatelům se podařilo získat jen zlomkovité údaje. V současnosti si už uvědomují, jak tato uzavřenost ohrožuje jejich duchovní bohatství, začínají se otevírat veřejnosti a budují i své informační centrum v Bagdádu, a dokonce dnes již existují internetové stránky (viz odkazy).

## Historie

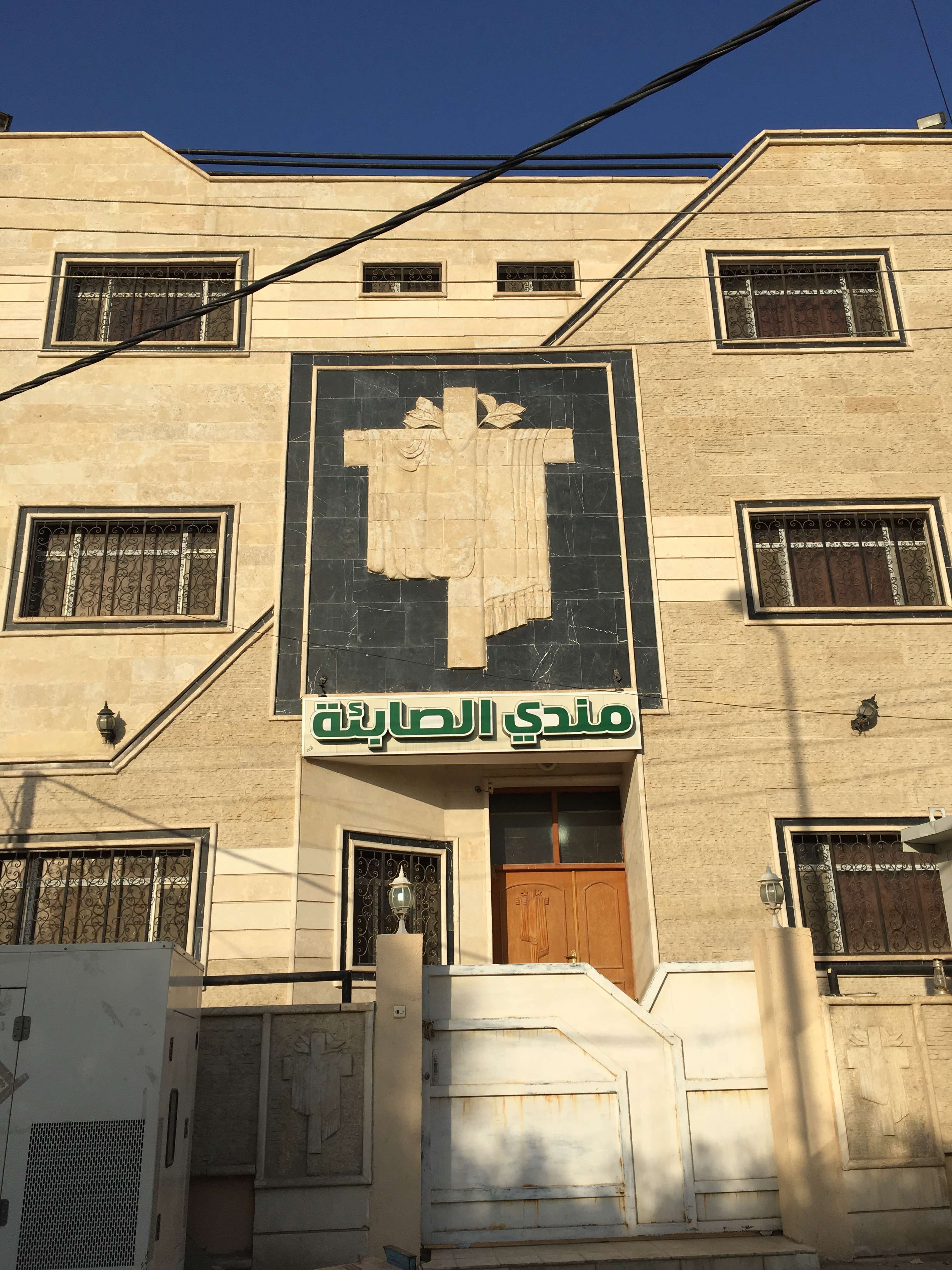
Mandejská modlitebna v Iráku

Mandejci jsou národem bez zmapovaných dějin a jejich minulost lze pouze více méně rekonstruovat na základě jejich legend a dalších mimomandejských pramenů.
Jejich původ není znám a pouze lidová legenda uvádí jejich pobyt v Egyptě. Odsud uprchli před Mojžíšem a jeho následovníky. To patrně naznačuje, že byli součástí a jedním z pozůstatků kmenového svazu Hyksósů, který si podrobil Egypt na zhruba 200 let a v zemi zůstal ještě nějakou dobu poté, co faraóni Sekenenre Tao, Kamose a Ahmose porazili vojenské vedení Hyksósů se sídlem v Avaridě a vyhnali je ze země. Jedná se však pouze o spekulaci.
Potom mizí na zhruba 1000 let z historie. To se dobře kryje s možností, že jsou buď totožní nebo alespoň spjatí s esény, kteří sídlili především v pustině kolem Mrtvého moře. Ztotožnění poskytuje Jan Křtitel, neboť ten byl podle moderních badatelů esén. Eséni byli mnohem více orientováni na tradiční judaismus než dnešní mandejci, protože se od roku 160 př. n. l. nikoli zcela ortodoxní Židé a ti začali přidávat k početným Mandejcům. Iosephus Flavius uvádí, že v jeho době jich mohlo být až 10 000. Sám byl po určitou dobu jejich členem.

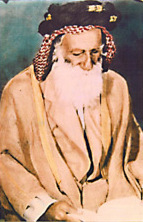
Mandejský biskup Kanzfra Dakhayyel Eydan (1881–1964)

Eséni stáli v čele židovského povstání a po jeho porážce jejich zbytky uprchly ze země. To samé nám o Mandejcích říkají mandejské legendy, v nichž lze nalézt i další dokonalé shody, které dokazují, že jde jen o dvě jména stejného společenství. Mandejci nejprve pobývali v oblasti dnešního Bagdádu, později se dostali až do jižního Íránu a Iráku, a protože byli čas od času vystaveni pronásledování. Uchýlili se do bažin v deltě Eufratu a Tigridu.

V červnu 1990 vyslali delegaci do Vatikánu, aby navázali vztahy s Římskokatolickou církví.